# Źródło Q
Źródło Q, Ewangelia Galilejska (od niem. Quelle – źródło) – hipotetyczny dokument wczesnochrześcijański, spisany w języku greckim przed ukształtowaniem się Ewangelii Nowego Testamentu, być może w Galilei w latach 50. Z dokumentu mieli korzystać autorzy Ewangelii Mateusza i Łukasza, pisząc swoje Ewangelie. Uczeni, którzy opowiadają się za istnieniem źródła Q, podejmują próby jego rekonstrukcji.
Źródło Q – jeśli w ogóle faktycznie istniało – nie zachowało się.
Według niektórych źródło Q miało posiadać formę zbioru wypowiedzi (tzw. logiów) Jezusa Chrystusa. Na korzyść tej tezy przemawiałaby odkryta w 1945 roku w Nag Hammadi koptyjska Ewangelia Tomasza, która potwierdziła istnienie gatunku literackiego zbioru logiów. Nie brak jednak głosów opowiadających się za narratywną formą dokumentu.

## Treść
Treść hipotetycznego źródła Q współczesna biblistyka rekonstruuje na podstawie analizy ewangelii synoptycznych. Źródło Q mogło liczyć ok. 240 wersetów. Dłuższe i krótsze wypowiedzi Jezusa ułożone były w kolejności zbliżonej do tej, w której pojawiają się w Ewangelii Łukasza.

## Hipoteza istnienia źródła Q
Istnienie Źródła Q jest elementem tzw. teorii dwóch źródeł dla rozwiązania problemu synoptycznego, popularnej we współczesnej biblistyce. Hipoteza ta tłumaczy fakt, że w Ewangeliach Mateusza i Łukasza występuje szereg wypowiedzi Jezusa, których nie ma w Ewangelii Marka ani Ewangelii Jana. Wspomniane wypowiedzi tworzą około 250 wersetów wspólnych dla Ewangelii Łukasza i Mateusza, brzmią identycznie lub bardzo podobnie i najprawdopodobniej pochodzą z jakiegoś wcześniejszego greckojęzycznego dokumentu. Teoria istnienia źródła Q zakłada, że autorzy Ewangelii Mateusza i Łukasza, pisząc swoje Ewangelie, korzystali z dwóch głównych źródeł – Ewangelii Marka i drugiego – źródła Q, z którego zaczerpnęli wspomniane 250 wersetów obejmujących wypowiedzi (tzw. logia) Jezusa. Ponadto każdy z nich korzystał jeszcze z indywidualnego źródła, skąd zaczerpnął materiał obecny tylko w jego Ewangelii. Ponieważ hipotezę tę sformułowali po raz pierwszy uczeni niemieccy, nazwali owo hipotetyczne źródło po prostu 'Źródłem' – po niemiecku Quelle.
Nie ma żadnych zachowanych zapisów wczesnochrześcijańskich odnoszących się do tego dokumentu, z wyjątkiem dość enigmatycznego stwierdzenia Papiasza z II wieku na temat spisanej przez św. Mateusza Apostoła listy wypowiedzi Jezusa. Przez pewien czas za fragment źródła Q uznawano apokryficzną Ewangelię Tomasza, która zawiera wypowiedzi przypisywane Jezusowi.

## Czas powstania i autorstwo
Zgodnie z tą teorią źródło Q najprawdopodobniej powstało w okresie misji wśród Żydów w diasporze, zwłaszcza w Syrii. Zdaniem Crossana niektóre wypowiedzi Jezusa oraz kilka drobnych źródeł stanowiących Q dla Mateusza było w obiegu już pomiędzy rokiem 39 a 60 n.e. Ponieważ źródło zawiera pewne szczegóły z życia i działalności Jana Chrzciciela, możliwe jest, że do jego powstania przyczynili się uczniowie proroka.

## W kulturze popularnej
W książce Dana Browna Kod Leonarda da Vinci wspomniany jest legendarny dokument Q, którego istnieniu ma nie przeczyć nawet Watykan i który zdaniem autora ma stanowić księgę nauk Jezusa, pisaną prawdopodobnie jego własną ręką.